# The Original Rude Girl
The Original Rude Girl (en español: La Original Chica Mala) es el segundo álbum de estudio de Ivy Queen lanzado al mercado el 12 de diciembre de 1998 bajo el sello discográfico Sony International Records.

## Lista de canciones
| N.º   | Título                                                | Escritor(es)                                | Producer(s)                    | Duración |  |
| 1.    | «Intro»                                               | Martha I. Pesante                           | DJ Nelson                      | 0:31     |  |
| 2.    | «Muchas Vienen»                                       | Pesante                                     | DJ Nelson                      | 2:47     |  |
| 3.    | «Cuando Escuches Reggae»                              | Pesante                                     | DJ Nelson                      | 2:45     |  |
| 4.    | «Interlude - In The Zone»                             | Pesante                                     | DJ Nelson                      | 0:56     |  |
| 5.    | «In The Zone» (con Wyclef Jean)                       | Pesante, Wyclef Jeanelle Jean, Omar Navarro | DJ Nelson, Dr. Paul, Hugo Boss | 4:13     |  |
| 6.    | «Quy... Queena»                                       | Pesante                                     | DJ Nelson                      | 3:04     |  |
| 7.    | «La Realidad» (con Alex D' Castro)                    | Pesante                                     | Pesante, Alex Castro           | 4:11     |  |
| 8.    | «Interlude - Flash Back»                              | Pesante                                     | DJ Nelson                      | 1:01     |  |
| 9.    | «Flash Back»                                          | Pesante                                     | DJ Nelson                      | 3:45     |  |
| 10.   | «The King and Queena» (con Don Chezina)               | Pesante, Navarro                            | DJ Nelson                      | 2:29     |  |
| 11.   | «Ritmo Latino» (Radio Version)                        |                                             | DJ Nelson                      | 4:19     |  |
| 12.   | «Sabes Que Tu»                                        | Pesante, Navarro                            | DJ Nelson                      | 3:18     |  |
| 13.   | «Un Trono»                                            | Pesante                                     | DJ Nelson                      | 3:12     |  |
| 14.   | «Ritmo Latino» (Long Version)                         | Pesante, Navarro                            | DJ Nelson                      | 6:49     |  |
| 15.   | «In The Zone (King Sahpreem Remix)» (con Wyclef Jean) | Pesante, Jean, Navarro                      | King Sahpreem                  | 3:35     |  |
| 46:55 |                                                       |                                             |                                |          |  |